# Altice (República Dominicana)
Altice Dominicana es una compañía proveedora de servicios de telecomunicaciones. En noviembre de 2013, la empresa Altice, con sede en Ámsterdam, anuncia la adquisición de Tricom junto a la filial en la República Dominicana  de la multinacional Orange.

## Historia
Originalmente la compañía nació con el nombre de Telecable Nacional en 1982. Para ese entonces se convirtió en la primera compañía de televisión de pago de la República Dominicana y la tercera de América Latina.
En sus inicios el área operativa solo abarcaba algunos de los sectores del centro de la ciudad de Santo Domingo, y de Santiago de los Caballeros
En 1988, la Zona Franca de San Isidro dio lugar a San Isidro Teleport, que más tarde fue rebautizada como Tricom. En 1990, la compañía había llegado a un acuerdo con la República Dominicana para prestar servicios de comunicaciones a nivel nacional. El 20 de mayo de 1992, la empresa comenzó a implementar "Long Distance Call Centers", entrando en el negocio de los servicios de larga distancia internacional.
En 1993, Tricom vendió a Motorola el 40% de las acciones de la compañía con el objetivo de mejorar su infraestructura local e internacional.
El 17 de noviembre de 1994, Tricom y CODETEL conectaron sus centrales telefónicas, lo que permitió una instalación masiva de líneas residenciales. Siguiendo con la aplicación de localizadores, servicios de localización y de telefonía celular. En 1995, se lanzó la primera tarjeta prepago de larga distancia, "Efectiva".
En 1996, Tricom implementó los servicios de teléfonos digitales de Motorola que permitía la instalación de líneas residenciales y de negocios en sólo 48 horas. Amigo, el primer proveedor de telefonía celular prepagada en el país, se puso en marcha en 1997. Mientras tanto, se creó TRICOM USA para ofrecer servicios de larga distancia a la comunidad hispana en Nueva York.
En 1998, Tricom colocó 5'700.000 acciones ordinarias en la Bolsa de Nueva York, convirtiéndose en la primera empresa dominicana que se cotiza en el mercado de valores de Estados Unidos.
En 1999, la compañía llegó a los 300.000 clientes convirtiéndose en el líder en comunicaciones móviles, además dando servicio al 68% de la telefonía fija del país. Ya a principio del 2000 y debido a la pujante competencia por parte de otras prestadoras de servicio, Telecable Nacional experimenta con el servicio de Internet por cable, siendo esta la primera en ofrecerlo en el país. En el 2001 Tricom adquiere a Telecable Nacional para el cambio de nombre a Telecable de Tricom.
En 2004, la compañía dejó de cotizar en la Bolsa de Nueva York.
El 5 de junio de 2012, Tricom anunció su intención de iniciar la construcción de una red híbrida de fibra coaxial en Bayahibe, Bonao, Casa de Campo, La Romana, La Vega, San Cristóbal, San Francisco de Macorís, San Pedro de Macorís, Santiago y Santo Domingo.
El 4 de julio de 2012, Tricom anunció que iban a comenzar una construcción de una red 4G-LTE.
El 13 de marzo de 2013, Tricom lanzó un servicio de video bajo demanda, convirtiéndose en el segundo proveedor dominicano después de Claro Dominicana para ofrecer un servicio de VOD.
El mismo año la múltinacional Altice aquiere a tricom.
El 18 de marzo del mismo año, Tricom lanzó su red 4G-LTE y se convirtió en el segundo proveedor dominicano después de Orange para ofrecer LTE para módems.
El 2 de mayo del mismo año, Tricom lanzó su red LTE para teléfonos móviles, convirtiéndose en el primer proveedor dominicano en ofrecer LTE para móviles.
En 2014 Altice compra la filial de la multinacional francesa Orange en la República Dominicana.
El 21 de noviembre de 2017, se presenta oficialmente Altice Dominicana, después de que el Instituto Dominicano de las Telecomunicaciones (INDOTEL) aprobara la fusión de Tricom y Orange Dominicana. Las operaciones de televisión por cable fueron integradas a la empresa principal y se elimina la división «Telecable de Tricom».
En 2018 se convirtió en la única Telefónica en ofrecer velocidades de hasta 200Mbps/20Mbps en el país.
En noviembre de 2019 se convirtió en la primera Telefónica en lanzar a manera de Prueba la 5G en República Dominicana estando a la visita del público en sus oficinas de la Winston Churchill en Santo Domingo.
En 2021 se convierte en la única Telefónica en ofrecer velocidades de 300Mbps/100Mbps en Santo Domingo por medio de Fibra Óptica.
El 22 de febrero de 2022 hizo un evento con 3D MAPPING en la Fortaleza Ozama para lanzar su Red 5G en el País. Disponible de momento en la Zona Colonial y Santiago, además de convertirse en la única telefónica en ofrecer velocidades de hasta 500Mbps a través de Fibra Óptica en Santo Domingo.

## Servicios
- Líneas alámbricas e inalámbricas (Will) Residenciales y Comerciales
- Internet LTE 4G 1900/1700/2100mhz Frecuencia 2 y 4
- Internet ADSL / Cable módem con velocidades que van desde 1mbps hasta 500mbps
- Cable digital
- Televisión vía satélite
- Hosting